# Хасанабаде-Бакераф
Хасанабаде-Бакераф (перс. حسن‌آباد باقراف‎) — село на севере Ирана, в остане Тегеран. Входит в состав шахрестана Тегеран. Является частью дехестана (сельского округа) Афтаб бахша Афтаб.

## География
Село находится в центральной части остана, к востоку от автодороги , на расстоянии приблизительно 3 километров (по прямой) к югу от города Тегеран, административного центра шахрестана. Абсолютная высота — 1060 метров над уровнем моря.

## Население
По данным переписи 2006 года население села составляло 531 человек (275 мужчин и 256 женщин). В Хасанабаде-Бакерафе насчитывалось 134 домохозяйства. Уровень грамотности населения составлял 56,3 %. Уровень грамотности среди мужчин составлял 58,6 %, среди женщин — 53,9 %.
В 2016 году в селе имелось 194 домохозяйства и проживало 707 человек (372 мужчины и 335 женщин).